# Scherfede
Scherfede ist ein Stadtteil von Warburg, Kreis Höxter in Nordrhein-Westfalen (Deutschland) mit 2738 Einwohnern.

## Geographische Lage
Scherfede liegt an der Südabdachung des Eggegebirges im Südteil des Naturparks Teutoburger Wald / Eggegebirge etwa 9,5 Kilometer (Luftlinie) nordwestlich der Warburger Kernstadt. Es befindet sich am Unterlauf der Diemel, in die in der Ortslage Scherfede-West der Hammerbach mündet.

## Geschichte
Erstes Zeugnis ist ein 1906 im „Weißen Holz“ bei Rimbeck gefundenes Steinkistengrab aus der Zeit um 2200 vor Chr. Es handelt sich um ein 13,5 × 2 Meter großes Megalithgrab für rund 200 Menschen.
Erste urkundliche Erwähnung fand Scherfede um 825 als scerua im Güterregister des Klosters Corvey. Ein sächsischer Höriger namens Heio ist der erste namentlich bekannte Einwohner der Ortschaft. Um 830 wurde die erste Kirche errichtet. Für den heutigen Ortsnamen Scherfede gibt es folgende historische Bezeichnungen: Scherve, Schervede, Sherwede und Scherwede.
Die Burg Blankenrode wurde um 1190 errichtet und 1395 eingeäschert. Etwa 1,5 Kilometer westlich davon entstand die Ortschaft Blankenrode, die heute ein Stadtteil von Lichtenau ist und nordwestlich von Scherfede liegt. Im Mittelalter und in der frühen Neuzeit bis zur Auflösung der geistlichen Fürstentümer war Scherfede Teil des Hochstifts Paderborn und blieb von der Reformation weitgehend unberührt. 1802 fiel Scherfede erstmals dem Königreich Preußen zu. Von 1807 bis 1813 gehörte der Ort zum Kanton Warburg im Departement der Fulda des Königreichs Westphalen. 1813 gehörte Scherfede wieder zu Preußen und 1816 kam die Gemeinde zum neuen Kreis Warburg in der Provinz Westfalen, in dem Scherfede zum Amt Warburg gehörte, das seit 1932 Amt Warburg-Land hieß.
Im Jahr 1872 fuhr die erste Lokomotive der Bahnstrecke Hagen–Warburg–Kassel im Bahnhof Scherfede, der sich im benachbarten Warburger Ortsteil Rimbeck befindet. Vier Jahre später, 1876, wurde die Bahnstrecke Holzminden–Scherfede eröffnet. 1887 wurde das Scherfeder Krankenhaus eingeweiht. Das Bahnhofsgebäude wurde 1983 abgerissen.
Am 1. Januar 1975 wurde Scherfede durch das Sauerland/Paderborn-Gesetz Teil der Stadt Warburg, die gleichzeitig in den Kreis Höxter wechselte.

### Einwohnerentwicklung
- 1939: 2095 Einwohner
- 1961: 2728 Einwohner
- 1970: 3021 Einwohner
- 1974: 3031 Einwohner
- 2020: 2738 Einwohner

## Sehenswürdigkeiten
- einige Fachwerk-Scheunen
- Kloster Hardehausen
- historischer Dorfkern Mönchhof
- Wisentgehege Hardehausen mit Wisent-Turm (12 Meter hoher Aussichtsturm)[5]
- Katholische Pfarrkirche St. Vincentius

## Verkehr

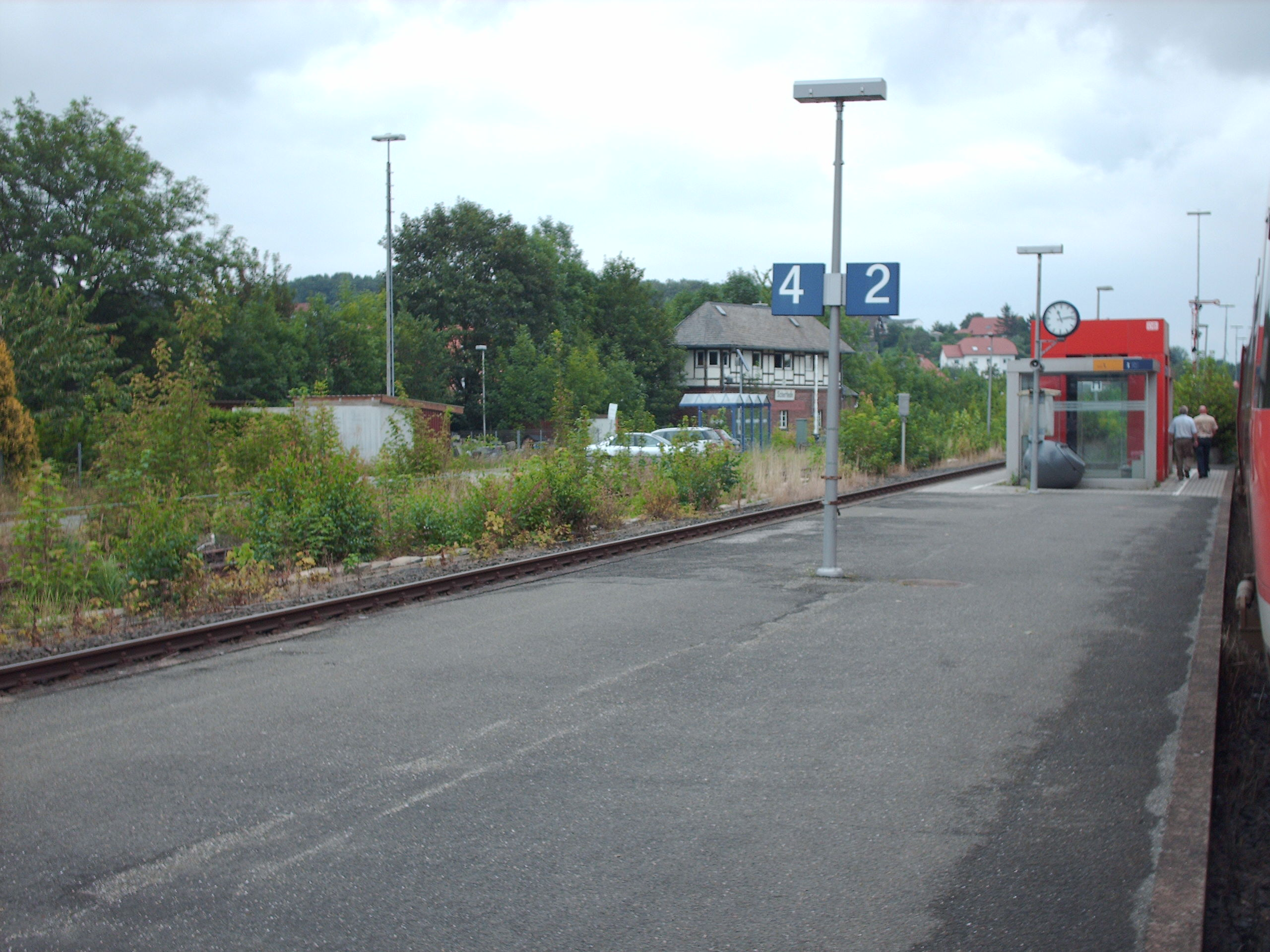
Der Bahnhof in Scherfede

Der Bahnhof Scherfede liegt an der Bahnstrecke Schwerte–Warburg.
Bis in die 1970er Jahre fuhr noch der Eilzug Braunschweig-Mönchengladbach mit Kurswagen aus Kassel oder Bebra, die in Scherfede umrangiert wurden. Heute ist nur noch die Obere Ruhrtalbahn (Hagen–)Schwerte–Bestwig–Brilon Wald–Warburg(–Kassel) in Betrieb; die Bahnstrecke Holzminden–Scherfede hingegen ist stillgelegt. Dies gilt seit 1987 auch für den Bahnhof Wrexen, der auf Scherfeder Stadtgebiet lag.
Das Betriebswerk Scherfede bestand aus einem Halbrundschuppen mit 16 Ständen, 2 Kohlenbansen und Behandlungsanlagen. Die Länge der Nebengleise betrug im Jahr 1932 5101 Meter, wobei das Gleis 21 im südl. Bereich 651 Meter lang war.

1926 richtete man eine Busverbindung zwischen Scherfede und Paderborn ein, die bis heute besteht (Buslinie S85).
Scherfede liegt an der A 44, die nächste Anschlussstelle sind die Ausfahrten Diemelstadt und Marsberg.

## Vereine
- Heimatschutzverein Scherfede
- Gesangverein „Cäcilia“
- Freiwillige Feuerwehr Scherfede
- Sportverein Westfalia 03 Scherfede-Rimbeck
- Musikverein Scherfede
- Kolpingsfamilie Scherfede
- Gewerbe- und Verkehrsverein Scherfede
- Zukunftswerkstatt Scherfede

## Bekannte Personen
- Paul Mikat (1924–2011), Kultusminister von Nordrhein-Westfalen 1962–1966
- Herbert Hillebrand (* 1940), Kaufmann, Bau- und Immobilienunternehmer
- Klaus Ladage (* 1942), Jurist, Richter am Bundessozialgericht a. D.
- Klaus Dinger (1946–2008), Gitarrist, Schlagzeuger. u. a. bei Kraftwerk und Neu!
- Walter Pätzold (1948–2011), Mykologe
- Claudia Kalin (* 1992), Fußballerin